# Niszczyciele min projektu 258
Niszczyciele min projektu 258 (Kormoran II) – seria polskich niszczycieli min, budowanych przez Konsorcjum złożone ze stoczni Remontowa Shipbuilding S.A. (lider), Ośrodka Badawczo-Rozwojowego Centrum Techniki Morskiej S.A, Stoczni Marynarki Wojennej S.A oraz PGZ Stocznia Wojenna, by zastąpić jednostki projektu 206 FM poprzez wprowadzenie do służby w latach 2017–2022.
Do głównych zadań jednostek typu Kormoran II należą poszukiwanie, klasyfikacja, identyfikacja i zwalczanie min morskich, rozpoznanie torów wodnych, przeprowadzanie jednostek przez akweny zagrożenia minowego, stawianie min oraz zdalne sterowanie samobieżnymi platformami przeciwminowymi.

## Zamówienie i budowa
Okręty otrzymały nazwy oraz numery burtowe: „Kormoran” (601), „Albatros” (602) i „Mewa” (603). Przewidywane dla tych okrętów systemy artyleryjskie Tryton przystosowane będą także do amunicji programowalnej. 27 grudnia 2017 roku podpisano umowę na budowę, kosztem 1,1 mld zł, kolejnych dwóch jednostek tego typu, wraz z okrętem ratowniczym „Ratownik”. Budowę okrętu „Albatros” rozpoczęto 18 września 2018. Na uroczystości z okazji położenia stępki pod drugą jednostkę typu Kormoran II prezes stoczni podał informację, że trzy państwa zgłosiły chęć zakupu okrętów tego typu. W marcu 2022 r. MON zadeklarowało zamiar zakupu kolejnych trzech niszczycieli min tego typu. W czerwcu 2022 podpisano umowę na budowę kolejnych 3 okrętów tego typu.
| Numer burtowy | Nazwa          | Położenie stępki     | Wodowanie            | Wejście do służby | Los okrętu | Przypisy                           |
| ------------- | -------------- | -------------------- | -------------------- | ----------------- | ---------- | ---------------------------------- |
| 601           | ORP „Kormoran” | 23 września 2014     | 4 września 2015      | 28 listopada 2017 | w służbie  | [ 10 ] [ 11 ]                      |
| 602           | ORP „Albatros” | 5 grudnia 2018       | 10 października 2019 | 28 listopada 2022 | w służbie  | [ 12 ] [ 13 ] [ 9 ] [ 14 ]         |
| 603           | ORP „Mewa”     | 10 października 2019 | 17 grudnia 2020      | 14 lutego 2023    | w służbie  | [ 12 ] [ 15 ] [ 16 ] [ 17 ] [ 18 ] |
| 604           | ORP „Jaskółka” | 25 lipca 2023        | 26 czerwca 2024      |                   |            | [ 19 ] [ 20 ]                      |
| 605           | ORP „Rybitwa”  | 20 marca 2024        | 19 marca 2025        |                   |            | [ 19 ] [ 21 ] [ 22 ]               |
| 606           | ORP „Czajka”   | 16 grudnia 2024      |                      |                   |            | [ 19 ] [ 23 ]                      |

## Konstrukcja

### Opis ogólny
Okręty projektu 258 mają długość 58,5 m i 10,3 m szerokości. Zanurzenie wynosi 2,7 m, a wyporność 830 ton. W przeciwieństwie do poprzednich koncepcji budowy tego typu zamiast tworzywa sztucznego kadłuby wykonano ze stali niemagnetycznej. Na korzyść użycia stalowego kadłuba przemawiały między innymi niższe koszty eksploatacji i wyższa odporność na ogień. Kadłub podzielony jest na 33 sekcje. Nadbudówka jednostek ma dwa piętra w sekcji dziobowej, a także jedno piętro na rufie. Pokłady główne posiadają pełne nadburcie. Przy konstruowaniu okrętów starano się ograniczyć wykrywalność jednostki przez radary.
W skład siłowni okrętowych wchodzą dwa silniki wysokoprężne MTU 8V369TE74L o mocy wyjściowej 1000 kW – 1360 KM, uzupełniane przez trzy zespoły prądotwórcze MTU 6R1600M20S o mocy znamionowej po 380 kVA każdy. Napęd okrętu przenoszony jest przez wały na dwa pędniki cykloidalne Voith-Schneider Voith Turbo 21 GH/160. W celu zwiększenia manewrowości jednostek przy jednoczesnym zwiększeniu poziomu bezpieczeństwa okrętu, dodatkowo wyposażono je także w strumieniowy ster dziobowy Schottel STT 170 AMAG o mocy 100 kW. Tak skonfigurowany układ napędowy umożliwia poruszanie się okrętów z prędkością co najmniej 15 węzłów, oraz zapewnia zasięg nie mniejszy niż 2500 mil morskich.

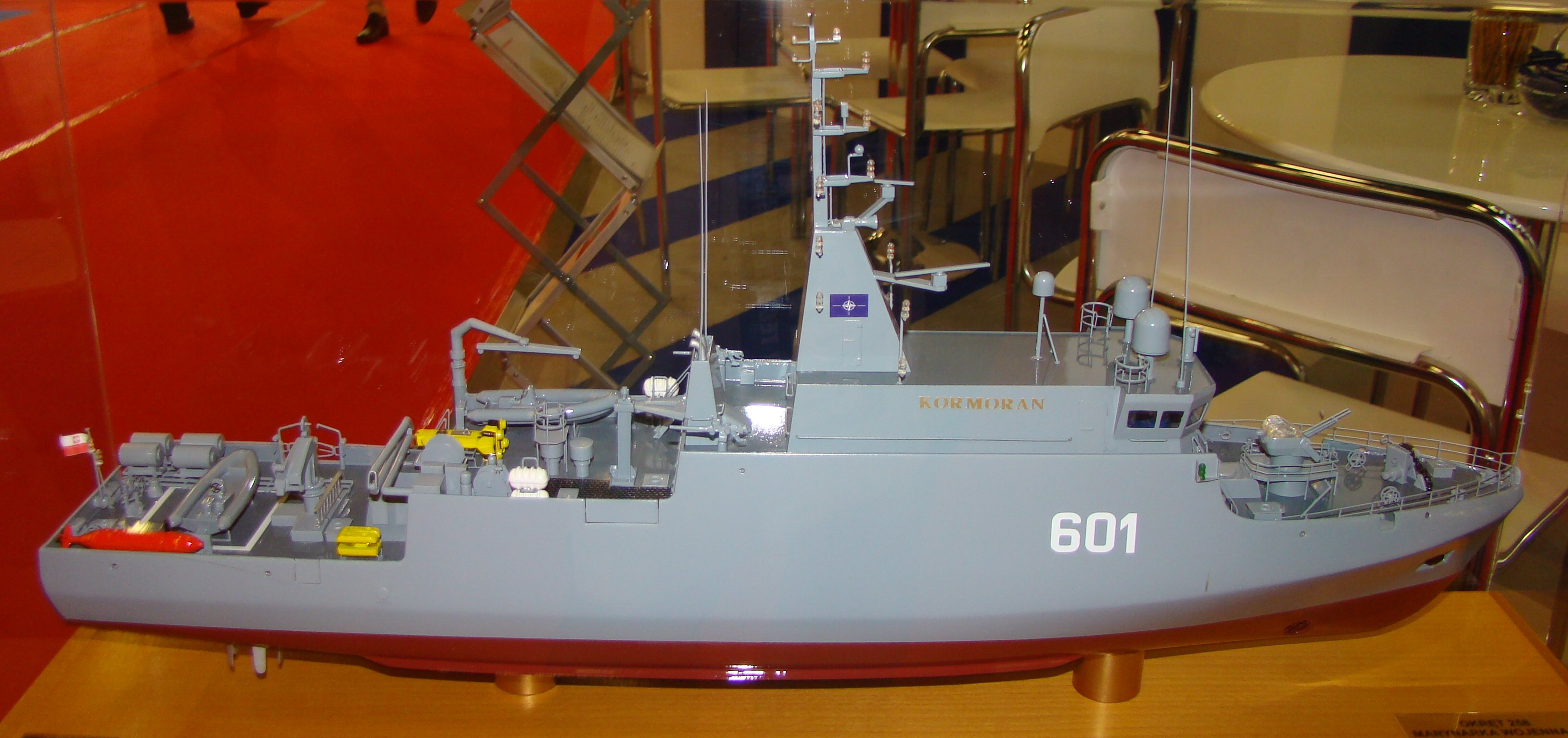
Model ORP „Kormoran”

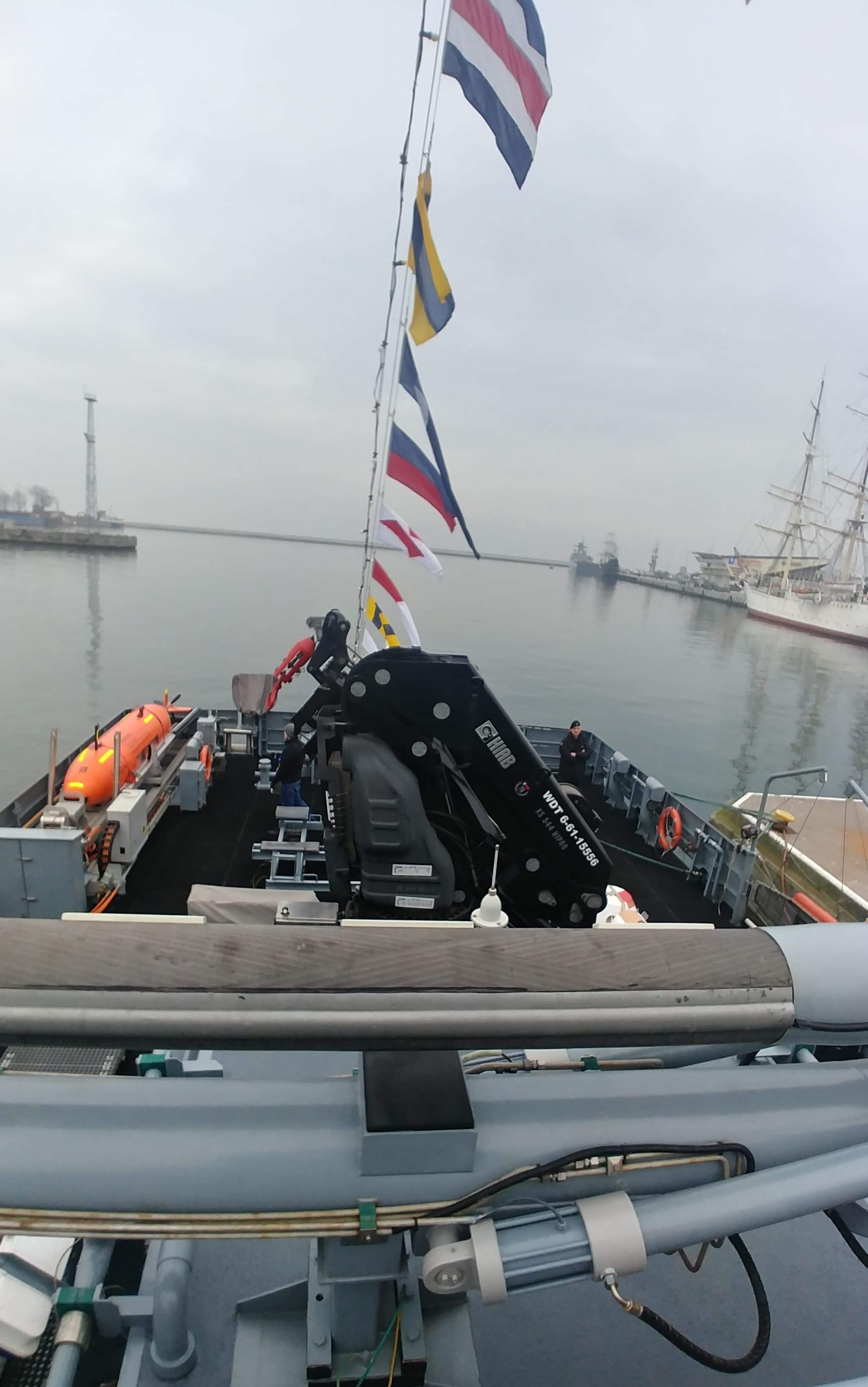
Widok na pokład rufowyORP „Kormoran”

Konstrukcja okrętów umożliwia jego obsługę przy standardowej obsadzie załogi liczącej 45 osób, zapewniając jednak miejsca dla dodatkowych 7 osób. Niszczyciele min przystosowane są do operowania w warunkach zagrożenia bronią jądrową, biologiczną oraz chemiczną.

### Wyposażenie elektroniczne
Podstawowym wyposażeniem prototypowego „Kormorana” są środki techniczne umożliwiające wykrywanie oraz likwidację zagrożeń minowych takie jak sonary: podkilowy SHL-101/TM i samobieżny SHL-300 o zmiennej głębokości zanurzenia, zdalnie sterowane pojazdy podwodne wielokrotnego i jednorazowego użytku, bezzałogowy pojazd podwodny Saab Double Eagle Mark III, pojazd bezzałogowy Kongsberg Hugin oraz polskie pojazdy bezzałogowe Morświn, służące do identyfikacji obiektów minopodobnych i niszczenia min morskich za pomocą zdalnie odpalanych ładunków wybuchowych „Toczek”.
Prototypowy „Kormoran” otrzymał dwa radary nawigacyjne firmy Raytheon pracujące w paśmie X i paśmie S, a także optoelektroniczną głowicę obserwacyjną Indra Sistemas SEOTS. Dodatkowo wyposażony jest w system łączności satelitarnej, transpondery systemów satelitarnych swój – obcy BAE Systems APX-123 CXP 1008939G-11 oraz transpondery systemu identyfikacji pozycji Saab Supreeme. Okręt wyposażono także w system WECDIS (Warship Electronic Chart Display and Information System) – wojskowy system zobrazowania elektronicznej mapy i informacji nawigacyjnej. Dodatkowym źródłem informacji dla radarów oraz WECDIS jest system automatycznej identyfikacji statków AIS.
W wypadku dwóch seryjnych niszczycieli min – OORP „Albatros” i „Mewa” wyposażenie elektroniczne uległo zmianom. Zyskały one sonar holowany Kraken KATFISH 180, system GAVIA oraz jednostkę wyposażono w pojazd Saab DE SAROV, który zastąpił pojazdy Saab DE Mk. III oraz Morświn. Podstawowym wyposażeniem okrętów pozostały dalej sonary: podkilowy SHL-101/TM i samobieżny SHL-300 o zmiennej głębokości zanurzenia, zdalnie sterowane pojazdy podwodne wielokrotnego i jednorazowego użytku, pojazd bezzałogowy Kongsberg Hugin. Okręty seryjne otrzymały radarowy kompleks nawigacyjny Mk11 SharpEye na pasmo X.
Podstawowy układ bojowy okrętów typu Kormoran II stanowi opracowany przez Ośrodek Badawczo-Rozwojowy Centrum Techniki Morskiej system zarządzania walką SCOT-M (Ship Combat Tactical System), umożliwiający integrację podsystemów okrętowych, wymianę informacji z zewnętrznymi systemami dowodzenia i kierowania, tworzenie rozpoznanego obrazu sytuacji taktycznej, przetwarzanie otrzymanej informacji i rekomendację różnych wariantów realizacji zadań, symulację działań oraz ich rejestrację.
Na wyposażeniu jednostek znajdują się instalacje demagnetyzacyjne, dodatkowo okręty mają możliwość przenoszenia dwóch łodzi hybrydowych typu TM-609IB.

### Uzbrojenie
Na uzbrojenie okrętu prototypowego wchodzi podwójnie sprzężona przeciwlotnicza armata automatyczna ZU-23-2MR Wróbel II kalibru 23 mm (bez wyrzutni rakietowych) oraz trzy wielkokalibrowe karabiny maszynowe WKM-Bm kalibru 12,7 mm na podstawach słupkowych z osłonami balistycznymi. Seryjne jednostki, oraz „Kormoran” po dostosowaniu do konfiguracji seryjnej zyskają armatę OSU-35K kalibru 35 mm.
Okręty pozbawione są silnego systemu obrony przed środkami napadu powietrznego. Bezpośrednią obronę przed atakiem powietrznym zapewniać mają przenośne wyrzutnie pocisków bliskiego zasięgu Grom.